# Liste der Monuments historiques in Poigny
Die Liste der Monuments historiques in Poigny führt die Monuments historiques in der französischen Gemeinde Poigny auf.

## Liste der Bauwerke
| Bezeichnung                | Beschreibung | Standort | Kennzeichnung | Schutzstatus | Datum | Bild           |
| -------------------------- | ------------ | -------- | ------------- | ------------ | ----- | -------------- |
| Reste der Kirche St-Michel |              | (Lage)   | PA00087351    | Inscrit      | 1991  | weitere Bilder |